# Love and Labor
Love and Labor è un cortometraggio muto del 1915 diretto da John Steppling.

## Produzione
Il film fu prodotto dall'American Film Manufacturing Company.

## Distribuzione
Distribuito dalla Mutual, il film - un cortometraggio in una bobina - uscì nelle sale cinematografiche degli Stati Uniti il 14 agosto 1915.